# Дім української культури
Дім української культури відкритий 21 квітня 2016 року за адресою: м. Житомир, вул. Велика Бердичівська,  61/18.

## Історія
Дім української культури розташований у колишньому будинку нотаріуса Івана Філіпова, збудованого у 1903 році у стилі бароко. Двоповерховий будинок прикрашений ліпниною та колонами біля центрального входу.  Після подій 1917 року у будівлі працювали партійна, потім міська школа, а з 1970-х років – РАЦС. 
У 2010 році почалася реконструкція будинку, яка завершилась у 2016 році відкриттям Дому української культури, який, за задумом місцевої влади, повинен бути осередком розвитку українознавства, культурних та духовних традицій.

## Діяльність
У Домі української культури працюють шість виставкових залів, в яких представлені вироби народної творчості, картини житомирських художників та окремою                експозицією – зразки козацької зброї. 
Центральне місце серед експозицій займає традиційна лялька-мотанка, найбільша в Україні, яка внесена до Книги рекордів України.
Також  проводяться різноманітні майстер класи, виставки, творчі зустрічи; відновлено проведення шлюбних церемоній.